# Ludwig Mathar
Ludwig Mathar (* 5. Juni 1882 in Montjoie; † 15. April 1958 ebenda) war ein deutscher Schriftsteller.

## Leben
Ludwig Mathar war der Sohn einer Monschauer Kaufmannsfamilie. Er besuchte die Höhere Knabenschule in seiner Heimatstadt bis zur Mittleren Reife und anschließend das Bischöfliche Konvikt in Bad Münstereifel. 1897 trat er als Novize in das Benediktinerkloster Sankt Paul vor den Mauern in Rom ein, an dem sein Großonkel, Bonifacio Oslaender (1835–1904), Abt war, kehrte jedoch im darauffolgenden Jahr nach Monschau zurück. Er besuchte die Oberstufe des Aachener Kaiser-Karls-Gymnasiums, an dem er 1902 sein Abitur erwarb. Anschließend studierte er an den Universitäten in 
Freiburg/Breisgau, 
München und 
Bonn; zwischenzeitlich absolvierte er Auslandssemester in Paris und London. 1907 legte er in Bonn die Prüfung für das Lehramt an Höheren Schulen ab. Den anschließenden Wehrdienst als Einjährig-Freiwilliger beim Infanterieregiment 160 in Bonn schloss er als Leutnant der Reserve ab. 1910 promovierte er in München mit einer Arbeit über Carlo Goldoni zum Doktor der Philosophie. Er heiratete seine Jugendliebe Mathilde Kühn und war als Studienassessor an einem Gymnasium in Neuß tätig. Mathar nahm als Leutnant der Reserve am Ersten Weltkrieg teil und wurde kurz nach Kriegsbeginn bei Metz schwer verwundet. Nach einer einjährigen Genesungszeit, zu der ihn seine Frau nach Monschau holte, wirkte er bis 1918 als Lehrer an 
Offizierschulen in Hamburg-Lokstedt und Libau (Liepāja) sowie als Dolmetscher in Straßburg. 
Ab 1919 war Mathar Studienrat am Gymnasium Kreuzgasse in Köln. 1922 veröffentlichte er seinen ersten Roman. 1926 starb seine Frau. 1928 ließ er sich in den vorzeitigen Ruhestand versetzen, um sich ganz der Schriftstellerei zu widmen. Aus seinen Einnahmen konnte er sich je ein Haus in Köln und Monschau leisten. So lebte er abwechselnd in Monschau und in Köln. Nachdem er 1932 zum Ehrenbürger von Monschau ernannt worden war, zog er 1934 dorthin zurück. Er schloss eine zweite Ehe mit Maria Breuer, mit der er den Sohn und späteren Schriftsteller Franz Mathar bekam. Da die Einnahmen aus seinen Büchern stark zurückgingen, arbeitete er ab 1939 erneut als Lehrer an einem Abendgymnasium in Köln. 1945 flüchtete er mit seiner Familie nach Gymnich. 1951 kehrte er nach Monschau zurück, wo er 1958 starb. Sein Grabstein wurde von seinem Freund, dem Kölner Künstler Hans Hansen gestaltet.
Ludwig Mathars Werk besteht aus Romanen, Erzählungen, Theaterstücken und Lyrik. Seine größten Erfolge hatte er in den 1920er Jahren mit Unterhaltungsromanen, die im Monschauer Kleinbürgermilieu und im Hohen Venn spielen. Seine Haltung während der Zeit des Nationalsozialismus war von der Sympathie des katholisch-konservativen Ex-Offiziers für die Ziele der Nationalsozialisten insbesondere hinsichtlich einer Revision des Versailler Vertrages geprägt; die Werke aus dieser Zeit behandeln vorwiegend nationale Themen. Nach 1945 nahmen seine Werke eine christliche Tendenz an. Neben seinen literarischen Werken verfasste Mathar zahlreiche Arbeiten über Geschichte und Kultur des Rheinlandes.

## Werke
- Carlo Goldoni auf dem deutschen Theater des XVIII. Jahrhunderts, München 1910
- Auch ich war dabei, Itzehoe 1915
- Balten-Maler im Rigaschen Städtischen Kunstmuseum, Mitau 1918
- Die Monschäuer, Kempten 1922
- Die Rheinlande, Köln
  - 1. Der Niederrhein, 1922
  - 2. Die Mosel, 1924
- Das Glück der Oelbers, Köln 1923
- Der arme Philibert, Freiburg i. Br. 1924
- Fünf Junggesellen und ein Kind, Freiburg i. Br. 1924
- Unter der Geißel, Kempten 1924
- Citoyen Bellegeck, Köln 1925
- Erlöschendes Licht, Köln 1925
- Jan van Werth hält Hochzeit, Köln 1925
- Köln, Köln 1925
- Der Pestchirurg, Köln 1925
- Postmeister Henot, Köln 1925
- Der Schuß ins Schwarze, Köln 1925
- Settchens Hut, Freiburg 1925
- Der Überfall an der Ulrepforte, Köln 1925
- Ein voller Herbst, Regensburg 1925
- Wetter und Wirbel, Köln 1925
- Wir drei, Trier 1925
- Primavera, Bonn 1926
- Das Land zwischen Rhein, Wied und Westerwald, Coblenz 1927
- Die ungleichen Zwillinge, Berlin 1927
- Wunder der Heimat, Montjoie 1927
- Das große Gastmahl, Köln 1928
- Der Kreis St. Goar, Koblenz 1928
- Das Land an Erft und Niers, Paderborn 1928
- Die Rache der Gherardesca, Einsiedeln 1929
- Herr Johannes, München 1930
- Heilige der Heimat, Dülmen 1931
- Der Kreis Steinfurt, Burgsteinfurt 1931
- Das Schneiderlein im Hohen Venn, Freiburg 1932
- Straße des Schicksals, Freiburg 1933
- Landschaft und Städte am Niederrhein in Bild und Wort, Wittlich 1934
- Brautfahrt ins Venn und andere Geschichten aus dem Hohen Venn, Paderborn 1935
- Der gute heilige Martinus, Meitingen 1935
- Das Mädchen von Neuß, Fulda 1937
- Rhein und Reich, Paderborn 1937
- Der glorreiche Bettler, Paderborn 1939
- Der Reichsfeldmarschall, Paderborn 1939
- Albert der Deutsche, M.Gladbach 1940
- Eupen-Malmedy, B.-Charlottenburg 1941
- Das heimgekehrte Eupen-Malmedy-St. Vith, Aachen 1941
- Der Gymnicher Ritt, Lechenich 1949
- Meister am Dom, Trier 1949
- Der Herold des Papstes, Würzburg 1950
- Italien-Fahrt, Trier 1950 (zusammen mit Ludwig Schudt)
- Wo Liebe, da Heimat, Speyer 1951
- Gott will es!, Köln 1954
- Über die Entstehung der Metallindustrie im Bereich der Erzvorkommen zwischen Dinant und Stolberg, Lammersdorf über Aachen 1956 (zusammen mit August Voigt)
- Ludwig Mathar, Monschau 1982

## Herausgeberschaft
- Baltische Erzähler, Berlin [u. a.] 1918 (herausgegeben zusammen mit Friedrich Teichert)
- Karl Worms: Carl Worms, Berlin [u. a.] 1918

## Übersetzungen
- Silvio Negro: Der unbekannte Vatikan, München 1937